# Inselschule Hiddensee
Die Inselschule Hiddensee ist eine Grund- und Regionale Schule auf der Insel Hiddensee, im Ortsteil Vitte der gleichnamigen Gemeinde im Landkreis Vorpommern-Rügen. Die kleinste Schule Mecklenburg-Vorpommerns wird im Schuljahr 2022/2023 von 60 Schülern besucht, die von 7 Lehrern unterrichtet werden.

## Geschichte
Die Geschichte des Schulunterrichts auf Hiddensee geht auf das Jahr 1788 zurück, damals wurden die Kinder der Insel noch vom Küster unterrichtet. Die erste Schule der Insel entstand ganz im Norden in Kloster, sodass die Kinder aus Vitte und vor allem Neuendorf einen langen und beschwerlichen Schulweg zurückzulegen hatten. Erst am 2. November 1887 wurde die lange geforderte Schule in Vitte gegründet. Bereits 1905 musste das Schulgebäude aufgrund steigender Schülerzahlen um einen Anbau erweitert werden.
Bis 1966 gab es auf der Insel drei Schulen in den drei Orten Kloster, Neuendorf und Vitte. Um alle Schüler zentral in Vitte zu unterrichten, entstand am Standort Vitte ein zweites Schulgebäude mit vier Klassenräumen, sodass die Schule in Kloster ganz, die Schule in Neuendorf bis auf die Grundschule aufgelöst wurde. 1974 lief dann auch die Grundschule in Neuendorf aus und alle späteren Kinder wurden zentral in Vitte eingeschult. Aufgrund steigender Schülerzahlen wurde das Schulgebäude 1988 durch ein größeres Gebäude mit acht Klassenräumen ersetzt. Im Jahr 1990 besuchten 220 Schüler die Inselschule Hiddensee.
Nach der Wende brachen die Schülerzahlen durch Abwanderung und niedrige Geburtenraten ein, der Tiefstand wurde 2010 mit lediglich 42 Schülern erreicht. Seitdem steigen die Schülerzahlen wieder und pendeln sich im Bereich 60–70 Schüler ein.

## Besonderheiten
Die Inselschule Hiddensee unterrichtet die Klassen 1 bis 10, wobei immer zwei Jahrgangsstufen zu einer Klasse zusammengelegt und gemeinsam unterrichtet werden. Die Schule führt zur Mittleren Reife; das Abitur kann auf Hiddensee nicht absolviert werden und es gibt auch kein Internat in Mecklenburg-Vorpommern, sodass Kinder auf Hiddensee das Abitur erst im Erwachsenenleben als Fernunterricht ablegen können.
Da es auf der Insel Hiddensee kein öffentliches Schwimmbad gibt, findet der Schwimmunterricht für die Kinder im privaten Hotelpool des Hotels Haus Dornbusch in Kloster statt.
Die Lehrer der Inselschule wohnen aktuell fast alle auf Hiddensee. Nur in Ausnahmefällen, wie im Fach Französisch, werden Lehrerinnen vom Festland auf die Insel abgeordnet; da es jedoch fast keine Mietwohnungen auf der Insel gibt, hält die Gemeinde Insel Hiddensee einzelne Wohnungen als Lehrerwohnung vor.
Schulausflüge aufs Festland finden insbesondere in den Wintermonaten mit Sonderfahrten der Weißen Flotte außerhalb des regulären Fährfahrplans statt.